# Wohnhaus Fährstraße 18
Das Wohnhaus Fährstraße 18 unweit der Fähranlage über die Oste in der niedersächsischen Samtgemeinde Land Hadeln, Gemeinde Osten im Landkreis Cuxhaven, stammt vom Anfang des 20. Jahrhunderts. Aktuell (2024) wird es als Wohnhaus genutzt.
Das Gebäude steht unter Denkmalschutz (siehe auch Liste der Baudenkmale in  Osten (Oste)).

## Beschreibung
Das zweigeschossige traufständige verklinkerte villenartige Gebäude mit hohlpfannengedecktem Mansarddach wurde um 1900 gebaut. Die Fassaden werden gestaltet durch das mittlere Risalit mit mittiger Haupteingangstür mit dreistufiger Freitreppe sowie umlaufende Zahnschnittfriese an Gurt- und Traufgesims. Alle Fenster- und Türöffnungen haben gerade Abschlüsse.
Das Landesdenkmalamt befand u. a.: „… beispielhaftes Zeugnis für den Bautyp eines um 1900 massiv errichteten Wohngebäudes kleinstädtischen Typs …“
An der Fährstraße sind die Häuser Nr. 1, Nr. 3, Nr. 5, Nr. 8b, Nr. 7 und Nr. 18 denkmalgeschützt.